# خانه حاج مصطفی توکلی
خانه حاج مصطفی توکلی مربوط به دوره قاجار است و در شهرستان فلاورجان، بخش پیربکران، دهستان گرکن شمالی، روستای دارگان، بافت قدیم روستا واقع شده و این اثر در تاریخ ۱ اردیبهشت ۱۳۸۸ با شمارهٔ ثبت ۲۶۵۸۱ به‌عنوان یکی از آثار ملی ایران به ثبت رسیده است.